# سازمان توسعه تجارت ایران
سازمان توسعه تجارت ایران یک سازمان دولتی زیرمجموعهٔ وزارت صنعت، معدن و تجارت است که به دنبال تسهیل، توسعه و تقویت تجارت خارجی ایران (به‌محوریت صادرات غیرنفتی) و دستیابی به سهم بیشتر بازارهای هدف به‌صورت یکپارچه و اثربخش می‌باشد.

## پیشینه
در سال ۱۳۴۵، با تصویب مجلس، «مرکز توسعه صادرات ایران» تأسیس شد و اساسنامهٔ آن سال بعد به تصویب هیئت وزیران رسید. اساسنامهٔ مرکز سال ۱۳۴۸ اصلاح شد و هیئت‌عامل جایگزین هیئت‌مدیره و رئیس‌کل جایگزین مدیرعامل شد. این مرکز با ابلاغ مصوبهٔ شورای‌عالی اداری در سال ۱۳۸۲، با معاونت بازرگانی خارجی وزارت بازرگانی وقت و «مرکز تهیه و توزیع کالا» ادغام شد و «سازمان توسعه تجارت ایران» به‌صورت مؤسسه دولتی وابسته به وزارت بازرگانی تشکیل شد. سپس اساسنامهٔ سازمان در سال ۱۳۸۳ به تصویب هیئت وزیران رسید. در پی ادغام وزارت بازرگانی با صنایع و معادن در سال ۱۳۹۰ و تشکیل وزارت صنعت، معدن و تجارت، این سازمان زیرمجموعهٔ وزارتخانهٔ جدید قرار گرفت.

## اهداف
- توسعه تجارت خارجی جمهوری اسلامی ایران به‌محوریت توسعه صادرات غیرنفتی
- افزایش درآمدهای صادراتی و بالارفتن سهم کشور در تجارت جهانی
- بهبود تراز تجاری
- تقویت و توسعه ظرفیت‌های تجاری کشور
- نوسازی و روان‌سازی ساختار تجاری کشور
- تقویت توان رقابتی محصولات و خدمات صادراتی در بازارهای بین‌المللی[۷]

## ارکان سازمان
مطابق اساسنامه، سازمان شامل دو رکن شورای سیاست‌گذاری و رئیس‌کل می‌باشد. رئیس‌کل سازمان، معاون وزیر صمت محسوب و با حکم او منصوب می‌شود.

## ساختار سازمانی
- معاونت توسعه بازارهای صادراتی
- معاونت توسعه صادرات کالا و خدمات
- معاونت توسعه مدیریت و منابع[۸]

## رئیسان سازمان

### رئیسان کل مرکز توسعه صادرات ایران
- جلیل شرکاء (۱۳۵۱–۱۳۴۸)[۹]
- حسین علیزاده قرباغی (۱۳۵۳–۱۳۵۱)[۱۰]
- انوشیروان رئیس (۱۳۵۶–۱۳۵۳)[۱۱]
- هوشنگ شمس (۱۳۵۷–۱۳۵۶)[۱۲]
- فریبرز قدر (۱۳۵۷)[۱۳]
- ایرج فخر (۱۳۵۷)[۱۴]
- فضل‌الله فال‌اسیری (۱۳۵۸)[۱۵]

...
- سید مصطفی هاشمی‌طبا (۱۳۷۲–۱۳۶۸)
- علی سعیدلو (۱۳۷۶–۱۳۷۲)[۱۶]
- مجتبی خسروتاج (۱۳۸۲–۱۳۷۶)

### رئیسان کل سازمان توسعه تجارت ایران
- مجتبی خسروتاج (۱۳۸۲ تا ۱۳۸۴)
- مهدی غضنفری (۱۳۸۴ تا شهریور ۱۳۸۸)
- بابک افقهی (شهریور ۱۳۸۸ تا آذر ۱۳۸۹)[۱۷]
- حمید صافدل (آذر ۱۳۸۹ تا مهر ۱۳۹۲)[۱۸]
- ولی‌اله افخمی راد (مهر ۱۳۹۲ تا شهریور ۱۳۹۵)[۱۹]
- مجتبی خسروتاج (شهریور ۱۳۹۵ تا آبان ۱۳۹۷)[۲۰]
- محمدرضا مودودی (آبان ۱۳۹۷ تا شهریور ۱۳۹۸) (سرپرست)[۲۱]
- حمید زادبوم (شهریور ۱۳۹۸ تا شهریور ۱۴۰۰)[۲۲]
- علیرضا پیمان‌پاک (شهریور ۱۴۰۰ تا اردیبهشت ۱۴۰۲)[۲۳]
- مهدی ضیغمی (اردیبهشت ۱۴۰۲ تا شهریور ۱۴۰۲) (سرپرست)
- مهدی ضیغمی (شهریور ۱۴۰۲ تا شهریور ۱۴۰۳)[۲۴]
- محمدعلی دهقان دهنوی (شهریور ۱۴۰۳ تاکنون)[۲۵]

## مراکز تجاری
در حال حاضر این سازمان ۴۵ مرکز تجاری فعال در نقاط مختلف جهان به منظور معرفی و حمایت از کسب و کارهای ایرانی دارد.